# Milena Trendafilowa
Milena Grigorowa Trendafilowa (bulgarisch Милена Григорова Трендафилова; * 3. Mai 1970 in Warna) ist eine bulgarische Gewichtheberin.

## Werdegang
Milena Trendafilowa wurde im Alter von 15 Jahren in der Schule von Talentsuchern entdeckt, die erkannten, dass sie zum Gewichtheben bei einer Körpergröße von 1,62 m gute körperliche Voraussetzungen mitbringt. Nachdem sie im Jugendbereich erste Erfolge erzielt hatte, wurde sie zum Sportverein „Tschernomorec“ Burgas delegiert, wo Dimitar Kowachew ihr Trainer wurde. Bereits 1988 wurde sie in San Marino im Alter von 18 Jahren erstmals Europameisterin. Diesem ersten Erfolg schlossen sich bis zum Jahre 2004 unzählige weitere Erfolge an. Sie wurde mehrere Male Weltmeisterin und gewann bei internationalen Meisterschaften insgesamt 47 Medaillen. Eine olympische Medaille konnte sie aber nicht erringen. Trotzdem ist auch ihre Karriere, wie bei fast allen anderen bulgarischen Gewichtheberinnen und Gewichthebern, von einem dunklen Punkt gekennzeichnet.
In den Jahren 1997 und 1998 saß sie wegen Dopings eine zweijährige Sperre des Internationalen Gewichtheberverbandes ab.
Als Beruf wurde bei Milena Trendafilowa vom Nationalen Olympischen Komitees Bulgariens einmal „Sport-Instructor“, ein andermal „Student“ angegeben. Es ist aber bekannt, dass die bulgarischen Spitzengewichtheber, auch nach der sozialistischen Zeit, allesamt Profis waren, da bei den Trainingsumfängen, die sie bewältigten, kaum mehr an eine andere Beschäftigung zu denken war.

## Internationale Erfolge/Zweikampf
(OS = Olympische Spiele, WM = Weltmeisterschaft, EM = Europameisterschaft, KG = Körpergewicht)
- 1988, 1. Platz, EM in San Marino, bis 75 kg KG, mit 200 kg, vor Senka Assenowa, Bulgarien, 195 kg und Klara Kollmann, Ungarn, 185 kg;
- 1988, 2. Platz, WM in Djakarta, bis 75 kg KG, mit 205 kg;
- 1989, 1. Platz, WM in Manchester, bis 75 kg KG, mit 220 kg, vor Zhang Xiaoli, China, 215 kg und Arlys Kovach, USA, 202,5 kg;
- 1990, 1. Platz, EM in Teneriffa, bis 67,5 kg KG, mit 215 kg, vor Jeanette Rose, Großbritannien, 177,5 kg und Maria Dolores Martinez, Spanien, 177,5 kg;
- 1990, 1. Platz, WM in Sarajewo, bis 75 kg KG, mit 237,5 kg, vor Li Chanping, China, 220 kg und Chen Shu-Chih, Südkorea, 205 kg;
- 1991, 1. Platz, EM in Warna, bis 75 kg KG, mit 222,5 kg, vor Pnagiotia Antinopoulou, Griechenland, 180 kg und Line Mary, Frankreich, 180 kg;
- 1991, 2. Platz, WM in Donaueschingen, bis 75 kg KG, mit 220 kg, hinter Zhang Xiaoli, 242,5 kg und vor Maria Takacs, Ungarn, 202,5 kg;
- 1992, 1. Platz, EM in Loures b. Lissabon, bis 67,5 kg KG, mit 200 kg, vor Jeanette Rose, 182,5 kg und Maria Dolores Martinez, 177,5 kg;
- 1992, 2. Platz, WM in Warna, bis 67,5 kg, mit 220 kg, hinter Gao Lijuan, China, 222,5 kg und vor Maria Dolores Martinez, 192,5 kg;
- 1993, 1. Platz, EM in Valencia, bis 70 kg kG, mit 210 kg, vor Maria Takacs, 207,5 kg und Daniela Kerkelowa, Bulgarien, 205 kg;
- 1993, 1. Platz, WM in Melbourne, bis 70 kg KG, mit 220 kg, vor Kumi Haseba, Japan, 207,5 kg und Kim Dong-Hee, Südkorea, 205 kg;
- 1994, 1. Platz, EM in Rom, bis 70 kg KG, mit 207,5 kg, vor Theodula Spanou, Griechenland, 200 kg und Ilona Danko, Ungarn, 192,5 kg;
- 1994, unplatziert, WM in Istanbul, bis 70 kg KG, Aufgabe wegen Verletzung im Stoßen;
- 1995, unplatziert, EM in Beʾer Scheva, bis 64 kg KG, Aufgabe wegen Verletzung im Reißen;
- 1995, 3. Platz, WM in Guangzhou/China, bis 70 kg KG, mit 215 kg, hinter Tang Weifang, China, 225 kg und Li Hongyun, China, 217,5 kg;
- 1996, 3. Platz, WM in Warschau, bis 64 kg KG, mit 202,5 kg,  hinter Li Hongyun, China, 225 kg und Chen Jui-Lien, Taiwan, 215 kg; nachträglich wegen Dopings disqualifiziert und 2 Jahre gesperrt;
- 1999, 1. Platz, EM in A Coruña, bis 69 kg KG, mit 237,5 kg, vor Irina Kasimowa, Russland, 227,5 kg und Beata Prei, Polen, 222,5 kg;
- 1999, 2. Platz, WM in Athen, bis 69 kg KG, mit 232,5 kg, hinter Sun Tianni, China, 247,5 kg und vor Erzsebet Markus, Ungarn, 232,5 kg;
- 2000, 1. Platz, EM in Sofia, bis 69 kg KG, mit 232,5 kg, vor Daniela Kerkelowa, 227,5 kg und Irina Kasimowa, 222,5 kg;
- 2000, 4. Platz, OS in Sydney, bis 69 kg KG, mit 232,5 kg, hinter Lin Weining, China, 242,5 kg, Erzsebet Markus, 242,5 kg und Karnam Malleswari, Indien, 240 kg;
- 2001, 2. Platz, EM in Trencin, bis 69 kg KG, mit 215 kg, hinter Wanda Maslowska, Ukraine, 217,5 kg und vor Milona Kleanthi, Griechenland, 215 kg;
- 2003, 2. Platz, EM in Loutraki/Griechenland, bis 69 kg KG, mit 237,5 kg, hinter Walentina Popowa, Russland, 245 kg und vor Zarema Kassaewa, Russland, 235 kg;
- 2003, 9. Platz, WM in Vancouver, bis 69 kg KG, mit 240 kg, Siegerin: Liu Chunhong, China, 270 kg vor Eszter Krutzler, Ungarn, 262,5 kg;
- 2004, 5. Platz, EM in Kiew, bis 69 kg KG, mit 220 kg, Siegerin: Sibel Simsek, Türkei, 247,5 kg vor Tatjana Matwejewa, Russland, 245 kg;
- 2004, 6.Platz, OS in Athen, bis 69 kg KG, mit 237,5 kg, Siegerin: Liu Chunhong, 275 kg vor Eszter Krutzler, 262,5 kg

## Medaillen Einzeldisziplinen
(bei Olympischen Spielen werden keine WM-Medaillen mehr vergeben)
- WM-Goldmedaillen: 1988, Reißen, 90 kg – 1989, Reißen, 95 kg – 1990, Reißen, 102,5 kg – 1990, Stoßen, 135 kg – 1991, Reißen, 105 kg – 1992, Reißen, 97,5 kg – 1993, Reißen, 100 kg – 1993, Stoßen, 120 kg
- WM-Silbermedaillen: 1988, Stoßen, 115 kg – 1989, Stoßen, 125 kg – 1991, Stoßen, 115 kg – 1992, Stoßen, 122,5 kg – 1999, Reißen, 105 kg
- WM-Bronzemedaillen: 1995, Stoßen, 120 kg – 1999, Stoßen, 127,5 kg
- EM-Goldmedaillen: 1988, Reißen, 87,5 kg – 1988, Stoßen, 112,5 kg – 1990, Reißen, 95 kg – 1990, Stoßen, 120 kg – 1991, Reißen, 102,5 kg – 1991, Stoßen, 120 kg – 1992, Reißen, 90 kg – 1992, Stoßen, 110 kg – 1993, Reißen, 95 kg – 1994, Reißen, 95 kg – 1994, Stoßen, 112,5 kg – 1999, Reißen, 102,5 kg – 1999, Stoßen, 135 kg – 2000, Reißen, 105 kg – 2000, Stoßen, 127,5 kg – 2001, Reißen, 97,5 kg
- EM-Silbermedaillen: 1993, Stoßen, 115 kg – 2003, Reißen, 107,5 kg – 2003, Stoßen, 130 kg
- EM-Bronzemedaille: 2001, Stoßen, 117,5 kg